# Dino Stamatopoulos
Konstantinos Pollux Alexandros Stamatopoulos, detto Dino (Norridge, 14 dicembre 1964), è un attore, sceneggiatore e produttore televisivo statunitense.
Ha lavorato per diversi programmi televisivi tra i quale Mr. Show with Bob and David, TV Funhouse, Mad TV, The Dana Carvey Show, David Letterman Show e Late Night with Conan O'Brien. È inoltre autore di diverse serie animate come Moral Orel, Mary Shelley's Frankenhole e High School USA!. Come attore è noto soprattutto per la sua interpretazione di Alex "Basette a stella" Osbourne nella serie televisiva Community, su cui ha lavorato come produttore e scrittore consulente.

## Biografia
Stamatopoulos è nato in una famiglia greco-americana a Norridge, in Illinois. Ha frequentato la Ridgewood High School a Norridge, scrivendo e presentando frequentemente dei variety show per la scuola. Mentre frequentava il Columbia College Chicago ha formato un duo con l'attore Andy Dick.

## Carriera
Dopo essere stato convinto dal collega e amico Andy Dick nel presentare uno spec script per un episodio de I Simpson, Stamatopoulos è stato assunto al The Ben Stiller Show dove ha incontrato e lavorato con Bob Odenkirk. Dopo la cancellazione del programma, si è trasferito a New York dove ha scritto per The Dana Carvey Show, Late Night with Conan O'Brien, David Letterman Show e Mr. Show with Bob and David.
Nel 2000, Stamatopoulos e Robert Smigel hanno presentato uno spin-off di TV Funhouse, una serie di cortometraggi animati creata da Smigel per il Saturday Night Live, a Comedy Central. La serie, trasmessa in anteprima nello stesso anno, è stata cancellata dopo una stagione. Successivamente è entrato a far parte dello staff di scrittura di Mad TV.
Stamatopoulos ha lavorato come consulente creativo e scrittore contributario durante la prima stagione di Tom Goes to the Mayor, lavorando successivamente come doppiatore in The Drinky Crow Show di Adult Swim. Successivamente ha continuato a lavorare per il blocco televisivo, creando le serie animate Moral Orel, andato in onda per tre stagioni fino al dicembre 2008 (con uno special trasmesso nel 2012) e Mary Shelley's Frankenhole, trasmesso per due stagioni fino al 2012.
Stamatopoulos è stato uno scrittore e produttore per la sitcom Community della NBC, dove ha interpretato il ruolo ricorrente di Alex "basette a stella" Osbourne. Tra maggio 2012 e giugno 2013, ha ospitato il podcast Sorry About Everything, di Steve Dahl Network. Successivamente, Stamatopoulos e Andy Dick hanno ospitato un podcast settimanale chiamato Dino and Andy's Skull Juice, presentato per la prima volta verso fine 2016 e inizialmente prodotto da Feral Audio. A causa di un incidente in diretta per ostilità verso metà 2018, Dick ha dovuto lasciare il podcast. Stamatopoulos ha quindi chiesto all'amico e ospite ricorrente Dana Snyder di sostituire Dick come co-conduttore, ribattezzando il podcast come Dino & Dana's Safe Space.

## Filmografia

### Attore

#### Cinema
- Breathing Room, regia di John Suits e Gabriel Cowan (2008)

#### Televisione
- The Ben Stiller Show - serie TV, 1 episodio (1993)
- Late Night with Conan O'Brien - serie TV, 2 episodi (1994-1996)
- The Dana Carvey Show - serie TV, 3 episodi (1996)
- Mr. Show with Bob and David - serie TV, 13 episodi (1996-1998)
- Saturday Night Live - serie TV, 4 episodi (1996-2005)
- TV Funhouse - serie TV, 8 episodi (2000-2001)
- Community - serie TV, 39 episodi (2009-2015)
- Community: The Spanish Video - miniserie TV (2010)
- Community: Webisodes - serie TV, 3 episodi (2010-2013)
- CollegeHumor Originals - serie TV, 1 episodio (2011)
- W/ Bob & David - serie TV, 1 episodio (2015)
- Dope State, regia di Casey Rup e Gabriel Sunday (2019)
- The Ember Knight Show - serie TV, 1 episodio (2022)

### Sceneggiatore
- The Ben Stiller Show - serie TV, 12 episodi (1992-1995)
- Late Night with Conan O'Brien - serie TV, 533 episodi (1993-1999)
- The Dana Carvey Show - serie TV, 8 episodi (1996)
- David Letterman Show - serie TV, 131 episodi (1996-1997)
- Mr. Show with Bob and David - serie TV, 21 episodi (1996-1998)
- Mr. Show and the Incredible, Fantastical News Report, regia di Troy Miller e John Moffitt (1998)
- TV Funhouse - serie TV, 8 episodi (2000-2001)
- MADtv - serie TV, 50 episodi (2002-2004)
- Saturday Night Live - serie TV, 1 episodio (2005)
- The MidNightly News, regia di Michael Dimich (2005)
- Moral Orel - serie animata, 43 episodi (2005-2008)
- Saturday Night Live: The Best of Saturday TV Funhouse - special televisivo (2006)
- Lucky Louie - serie TV, 1 episodio (2006)
- Important Things with Demetri Martin - serie TV, 6 episodi (2009)
- Community - serie TV, 1 episodio (2010)
- Mary Shelley's Frankenhole - serie animata, 13 episodi (2010-2017)
- Beforel Orel: Trust - special televisivo (2012)
- High School USA! - serie animata - 11 episodi (2013)
- The Jack and Triumph Show - serie TV, 1 episodio (2015)
- W/ Bob & David - serie TV, 4 episodi (2015)
- The Black Hole, regia di Sofia Åström (2021)

### Doppiatore
- Moral Orel - serie animata, 15 episodi (2006-2008)
- The Drinky Crow Show - serie animata, 11 episodi (2007-2009)
- Mary Shelley's Frankenhole - serie animata, 12 episodi (2010-2017)
- Beforel Orel: Trust - special televisivo (2012)
- High School USA! - serie animata - 9 episodi (2013-2015)
- Animals. - serie animata, 1 episodio (2017)
- The Black Hole, regia di Sofia Åström (2021)